# Opera (muziek)

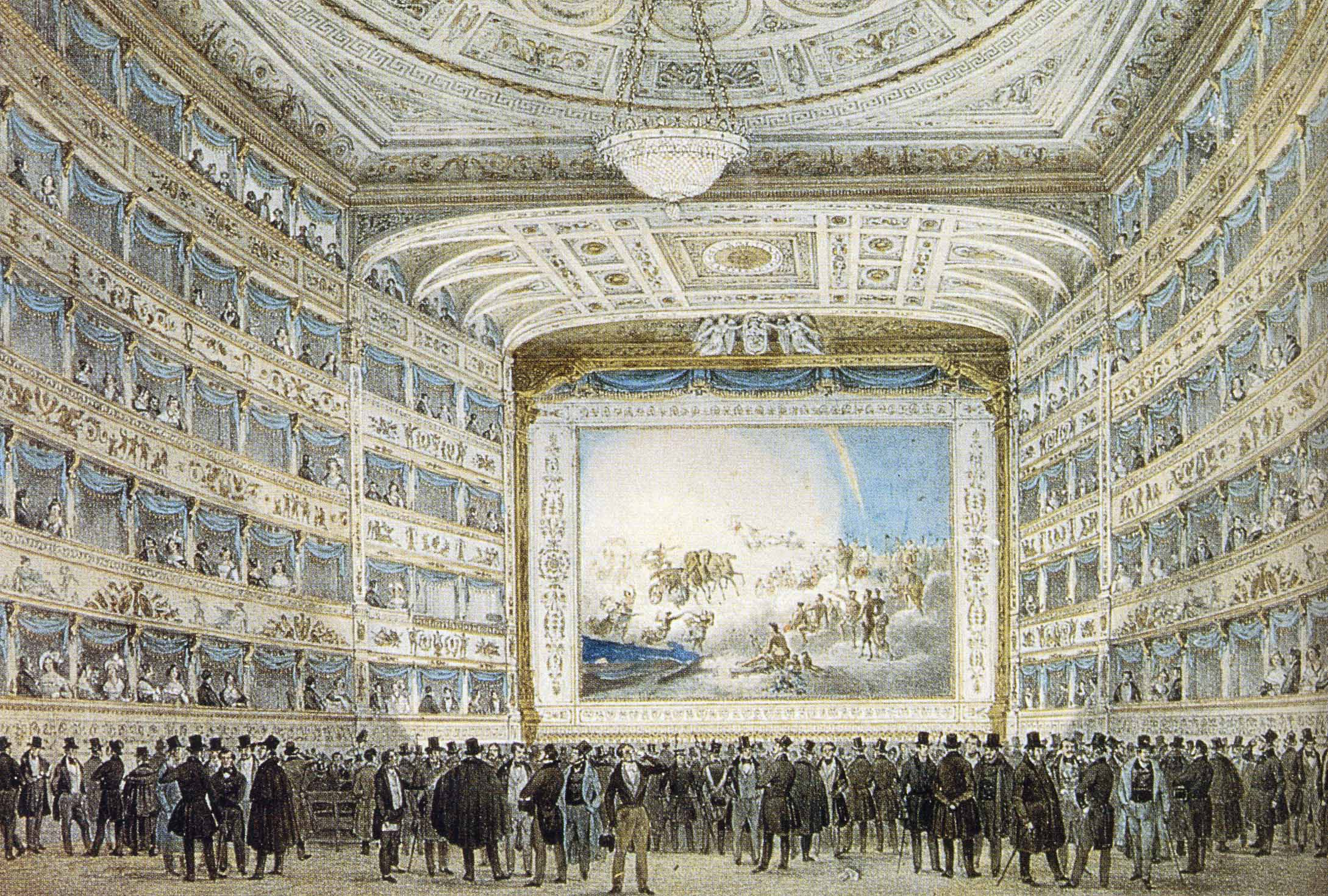
Het interieur van operahuis La Fenice in Venetië in 1837

Opera (eigenlijk meervoud: 'werken', van Latijn opus: werk, maar met enkelvoudige betekenis; meervoud: opera's) is een vorm van muziektheater. In een opera worden klassieke muziek en toneel gecombineerd, ieder personage wordt door een klassieke zanger uitgebeeld. 
De opera is onderdeel van de westerse cultuur, na de Tweede Wereldoorlog is operabezoek echter steeds meer een zaak van de elite geworden. Er zijn ook niet-westerse vormen van muziektheater die opera genoemd worden, met een onderscheidend bijvoeglijk naamwoord ervoor, bijvoorbeeld de Chinese opera.

## Geschiedenis
De vierhonderdjarige geschiedenis van de huidige opera begint in Florence. Eind 16e eeuw kwam hier een groep intellectuelen, edelen en muzikanten bijeen (bekend als de Camerata). Zij wilden het klassieke genre zoals het in de oudheid bestond nieuw leven inblazen. Hun grote voorbeeld hierbij was Aristoteles, die in de 4e eeuw voor Christus in zijn Poetica over toneel en muziek had geschreven alsof deze twee zaken dezelfde waren. Volgens Aristoteles was drama de imitatie van het leven, die verlevendigd werd met zowel versiering als melodie. Op basis daarvan veronderstelden de Florentijnen dat het klassieke drama volledig gezongen moest zijn geweest. De eerste componist die een poging deed dit in de praktijk om te zetten, was Jacopo Peri (1561-1633), die hiervoor het Grieks mythologische drama Dafne aanwendde. Dit werk is echter verloren gegaan. Een later werk van Peri, Euridice, daterend uit 1600, is de eerste opera die tot op de dag van vandaag bewaard is gebleven.
De opera ontstond met de Italiaanse opera rond 1600. De eerste benamingen voor zangspelen waren:
- Favola in musica (1607)
- Dram(m)a per musica
- Opera [in musica]

Voorloper van de opera is het liturgisch drama (dat na de kerkdienst gespeeld en gezongen werd), waarin een combinatie optrad van handeling, toneel, tekst en muziek. Hierin zijn te onderscheiden:
- Het intermedium (een tussenstuk tussen toneelaktes in) (1589: La pellegrina). Zo kende men bij een toneelspel van negen akten acht intermedia van een kwartier, in totaal dus circa twee uur muziek. Een voorstelling werd in lengte dus behoorlijk groot opgezet.
- De madrigaalkomedie. Een madrigaal uit de periode rond 1600 is een lied in de volkstaal zonder indeling in strofen. De madrigaalkomedie stamt uit circa 1600. Er zijn losse madrigaalkomedies bekend, maar ook series, die aansluiten en verband houden met elkaar en samen een verhaal vertellen. Komische elementen zijn hierin doorgaans vereist. Een voorbeeld van een madrigaalkomedie zonder echt komisch te zijn is het werk van Orazio Vecchi: L'Amphiparnasso, dat wel fraai illustreert hoe met muzikale middelen tekstuitbeelding plaatsvindt.
- De pseudomonodie (één zangstem, met begeleiding van vier (strijk)instrumenten of een los instrument). De pseudomonodie komt voort uit het madrigaal, waarbij de begeleiding uit de zangstemmen is voortgekomen. Doel was de verstaanbaarheid te verhogen, door slechts één zangstem over te houden, en een eenvoudiger te volgen muzikale lijn.

Rond 1590 ontstond in Florence de "Camerata", een groep musici. Zij keken naar het Griekse toneeldrama, en gingen stappen zetten om de verstaanbaarheid te vergroten. Ze introduceren ook in plaats van een solozanger de koorzang. De onderwerpen werden ontleend aan de literatuur over Griekse mythologie. Voorbeelden: Cacchini en Peri.
De eerste opera's bestaan uit zangstem die ondersteund wordt door begeleiding. Ze werden recitatief genoemd ('recitare' betekent 'vertellen'). Dit was een soort muzikale imitatie van spraak, met instrumentale begeleiding (tokkel- of toetsinstrument). De zanger moest iets vertellen, en de begeleiding moest de zangstem volgen. Verstaanbaarheid (van de tekst) was daarbij primair, de muziek zelf meer bijzaak: eenvoudig, sober.
Belangrijke latere operacomponisten waren onder anderen Claudio Monteverdi, Georg Friedrich Händel, Jean-Philippe Rameau, Christoph Willibald Gluck, Wolfgang Amadeus Mozart, Gioachino Rossini, Vincenzo Bellini, Gaetano Donizetti, Hector Berlioz, Giacomo Meyerbeer, Giuseppe Verdi, Richard Wagner, Georges Bizet, Modest Moessorgski, Pjotr Iljitsj Tsjaikovski, Sergej Prokofjev, Igor Stravinsky, Richard Strauss, Giacomo Puccini, Leoš Janáček en Benjamin Britten.

## Operagenres

### Opera seria en opera buffa
Tot aan de Franse Revolutie vond de adel zichzelf terug in de heldendaden en de mythologie van de opera seria. Deze werken bevatten groots opgezette scenes met veel pracht en praal. De muziek sloot nauw aan bij het complexe barokgenre met sierlijke aria's die de virtuositeit van afzonderlijk zangers tot hun recht liet komen. Aria's worden verbonden door recitatieven. Libretti zijn in het Italiaans. Bekende voorbeelden zijn de vroege Mozart-opera's.
De 18de eeuw, met zijn idealen van de Verlichting, creëerde vooral bij de lagere klassen belangstelling voor de opera buffa, een realistischer genre met menselijkere personages in alledaagse situaties. De satire van de opera buffa was een verlengstuk van de klassieke commedia dell'arte. Giovanni Battista Pergolesi wordt beschouwd als de vader van de opera buffa, met als bekendste werk La serva padrona uit 1733. Een ander bekend voorbeeld is Il barbiere di Siviglia van Gioachino Rossini.
De opera semiseria is een mengvorm met elementen van de opera seria en de opera buffa.

### Andere varianten
- Balletopera - Franse combinatie van opera en ballet, met name 17e- en 18e-eeuwse composities.
- Ballade-opera - 'Meezing-opera', gemaakt op populaire melodieën, verbonden door gesproken teksten en dialogen. Voorbeeld: de Dreigroschenoper van Kurt Weill en Bertolt Brecht.
- Grand opéra - groots opgezet, met veel heroïek en nadruk op kostuums, decor en enscenering. Bekendste vertegenwoordiger: Meyerbeer.
- Kameropera - Kleinschalige operavorm, voor klein orkest en slechts een klein aantal zangers.
- Kinderopera - Operagenre, dat qua enscenering en opvoering afgestemd is op de belevingswereld van kinderen.
- Muziekdrama - Dramatische, groots aangezette opera's, 'Wagneriaans'. Voorbeeld: Wagners Tristan en Isolde.
- Opéra comique - 18e-eeuwse Franse operavorm. In de 19e eeuw: gesproken dialoogvorm (geen recitatieven), Carmen van Bizet.
- Oratorium - muziektechnisch vaak precies als de opera samengesteld (maar dan zonder balletmuziek), maar in concertvorm uitgevoerd; het libretto behandelt vaak een meer of minder religieus gegeven, is althans ernstig van aard. Omdat sommige oratoria zich voor toneelmatige dramatisering lenen, worden zij soms ook als opera geënsceneerd, bijvoorbeeld Jephtha van Händel.
- Pasticcio - Italiaans operagenre, dat letterlijk pastei betekent. Deze typische 18e-eeuwse operavorm, is samengesteld uit aria's, ensembles en instrumentale stukken, afkomstig van verschillende bestaande opera's, gecomponeerd door een of meerdere componisten.
- Radio-opera - operagenre dat vanaf 1920 met de opkomst van de radio, speciaal hiervoor gecomponeerd werd. Voorbeeld: Orestes van Henk Badings.
- Singspiel - Duits operagenre dat in de late 18e en in het begin van de 19e eeuw populair was. Voorbeeld Die Zauberflöte van Mozart.
- Sprookjesopera (Frans: Opéra féerie) - Frans operagenre dat in de 18e en 19e eeuw populair was. Voorbeeld: Le voyage dans la lune van Jacques Offenbach.
- Tragédie lyrique - Franse operavorm uit de 17e (Lully) en 18e eeuw (Rameau en Gluck), gebaseerd op mythologische onderwerpen.
- Veristische opera - Italiaans operagenre dat de gewone man centraal stelde. Voorbeeld  Cavalleria Rusticana (1890) van Pietro Mascagni.

### Opera versus operette en musical
Opera onderscheidt zich van musical en operette in een aantal opzichten. Opera's behandelen, in tegenstelling tot operette en musical, mythologische of historische, internationaal aansprekende (universele), vaak tragische thema's (Verdi, Wagner, Donizetti). De twee grootste operacomponisten uit de negentiende eeuw, Verdi en Wagner, waren nationalisten. In zijn vroege opera's toonde Verdi zijn sympathie voor het Italiaanse streven naar onafhankelijkheid van Habsburg. Het slavenkoor uit de opera Nabucco werd door de toehoorders als een verwijzing naar de Italiaanse knechtschap onder het Habsburgse rijk opgevat. In dezelfde nationalistische trant was een uitvoering van de opera De Stomme van Portici van Auber, in 1830 in Brussel, de directe aanleiding voor de Belgische Opstand, waarna België zich los zou maken van Nederland. Een dergelijke ideologische beladenheid is de operette en de musical vreemd. Wat de laatste betreft vormt de "veristisch" getinte, op het toneelstuk Romeo en Julia van Shakespeare gebaseerde West Side Story van Leonard Bernstein, enigszins een uitzondering. Naast tragische, bestaan er ook komische opera's (Mozart, Rossini). In een opera wordt altijd alle tekst op muziek gezet. Die Zauberflöte en Die Entführung aus dem Serail van Mozart zijn dan ook in strikte zin geen opera, maar een Singspiel. Bij opera worden de liederen aria's genoemd en in musicals songs. Tussen de aria's in worden vaak recitatieven, of wordt (bijvoorbeeld in Die Zauberflöte of de eerste versie van Carmen) gesproken tekst gebruikt. Veel opera's vanaf het midden van de 19e eeuw zijn doorgecomponeerd, dat wil zeggen zonder aparte onderdelen.